# Stefano Cecchi
Stefano Cecchi (Firenze, 18 febbraio 1959) è un giornalista e scrittore italiano.

## Biografia
Laureato in Scienze politiche, fu subito assunto dal quotidiano fiorentino La Nazione, passando dalla redazione romana alla responsabilità dei servizi di politica. Oggi è inviato speciale dello stesso giornale. Ha avuto anche una breve parentesi di lavoro al quotidiano parigino France Soir. È ospite saltuario della trasmissione radiofonica Pentasport di Radio Bruno Toscana, dove si occupa di cronache calcistiche della Fiorentina, ed è opinionista su Radio Sportiva nel programma “Microfono Aperto” dove risponde alle domande dei tifosi di ogni fazione. È autore di due romanzi pubblicati da Stampa alternativa, e di un libro sulla Fiorentina, "Violitudine", pubblicato con Effequ.

## Opere
- Stefano Cecchi, In amore vince il cane, coll. Eretica, Stampa Alternativa, 2001,  p. 176, ISBN 978-8895603025.
- Stefano Cecchi, Qui muore Puccini, coll. Eretica Speciale, Stampa Alternativa, 2008,  p. 290, ISBN 9788862220644.
- Stefano Cecchi, Violitudine – il privilegio di tifare Fiorentina, coll. Dodicidiciannove, Effequ, 2013,  p. 139, ISBN 978-8889647974.